# Stay with me (東京女子流の曲)
「Stay with me」（ステイ・ウィズ・ミー）は、東京女子流の18枚目のシングル。2015年3月11日にavex traxから発売された。

## 概要
「Stay with me」は、東京女子流名義の楽曲としては初めて新井ひとみが全面的にメインボーカルを務めた。また、山邊未夢が初めて作詞を手がけている。ミュージック・ビデオでは庄司芽生が主演を務めた。
「A New Departure」はCD発売に先駆けて7インチシングルとして2014年11月14日に発売されている。
「加速度」はASCII.jpの「いい音」で楽曲を制作していくには？というハイレゾ音源製作企画「AUDIO STYLE」の中で制作過程を紹介しながらできあがった曲。CDとは別にハイレゾ音源が配信されている。
Type-A、Type-B（いずれもCDとDVDのセット）、Type-C、Type-D（いずれもCDのみ）の4形態。
本作のプロデュースとディレクションは与田春生が率いるユニバーソウルが行っている。
ディスクジャケットの撮影に使用された鉄道駅は総武本線の飯倉駅。

## 収録曲

### CD
1. Stay with me (=TGS47)
作詞：山邊未夢、作曲：島野聡、編曲：松井寛
2. A New Departure (=TGS45)
作詞：坂田麻美、作曲・編曲：松井寛
3. 加速度 (=TGS48)
作詞：杉村喜光、作曲：山田巧、編曲：松井寛
4. Stay with me (Instrumental)
5. A New Departure (Instrumental)
6. 加速度 (Instrumental)
7. Say long goodbye -Vocal Only for REMIX-
Type-Dを除く

### DVD

#### Type-A
1. Stay with me (Music Video)
ミュージック・ビデオ監督：星保行 (avex music creative Inc.)
2. Making Movie

#### Type-B
1. TGS fly in the sky -Vietnam and Thailand ver.-